# Arytaina flava
Arytaina flava är en insektsart som beskrevs av Crawford 1919. Arytaina flava ingår i släktet Arytaina och familjen rundbladloppor. Inga underarter finns listade i Catalogue of Life.